# B-21 Raider
B-21 Raider (укр. «Ре́йдер») — американський дальній стратегічний бомбардувальник по програмі Long-Range Strike Bomber (LRS-B), створений для Повітряних сил США корпорацією Northrop Grumman за контрактом, виданим в жовтні 2015 і представлений публіці міністром оборони Ллойдом Остіном 3 грудня 2022. Літак має офіційне позначення В-21 (а не В-3, як очікувалося раніше), що символізує, що даний літак «є першим бомбардувальником XXI століття».

## Історія створення
Про вибір проєкту корпорації Northrop Grumman в конкурсі, що проходив з літа 2014, на створення перспективного стратегічного бомбардувальника за програмою LRS-B було оголошено ПС США 27 жовтня 2015 року. Конкурентом за програмою виступав спільний проєкт консорціуму Boeing і Lockheed Martin.
За результатами конкурсу Northrop Grumman отримала контракт на повномасштабну розробку і випробування літака LRS-B (фаза Engineering and manufacturing development — EMD) і опціон на п'ять перших серій дослідних і серійних літаків (сумарно 21 бомбардувальник, включаючи прототипи). Вартість контракту по фазі EMD оцінювалася в 21,4 млрд доларів. Усього ПС США планують придбати 80-100 нових серійних бомбардувальників, при цьому вартість 100 серійних машин оцінюється в 51-55 млрд доларів. Датою досягнення початкової оперативної готовності нового літака передбачається 2025 рік.
26 лютого 2016 на симпозіумі з повітряної війни (англ. Air Force Association's Air Warfare Symposium), що проходив в Орландо (штат Флорида) організованому Асоціацією ПС США, міністр ПС США Дебора Лі Джеймс (англ. Deborah Lee James), як один зі слайдів до свого виступу вперше показала зображення перспективного стратегічного бомбардувальника В-21. Відповідно до представленого зображення, літак В-21 буде конструктивно дуже близький до стратегічного бомбардувальника Northrop Grumman В-2А, являючи собою дозвукове літаюче крило, виконане за технологією стелс.
Судячи з усього, В-21 буде мати менші розміри, ніж В-2А. Літак В-21 буде, імовірно, оснащений двома перспективними двигунами Pratt & Whitney PW9000, створюваними на основі двигуна F135 (розробленого для винищувача Lockheed Martin F-35 Lightning II).
Станом на початок 2021 року, в процесі будівництва перебувало два літака цієї моделі. Перший зразок має здійснити перший політ приблизно в середині 2022 року (за початковими планами перший політ мав відбутись в грудні 2021 року), а другий зразок призначений для структурних випробувань — його піддаватимуть різним навантаженням на землі.
Крім того, триває розробка інформаційної системи та сенсорів для нового літака та їхні випробування із використанням бізнес-джета, як тестової платформи.
2 грудня 2022 року, Northrop Grumman представила B-21 на підприємстві компанії у місті Палмдейлі (штат Каліфорнія).
Готовність до експлуатації планується досягти в 2026 або 2027 році.

## Виробництво
ПС США мають намір придбати не менше 100 бомбардувальників B-21 Raider. Станом на вересень 2021 року, на різних етапах виробництва, знаходилось 5 машин. Перший політ був запланований на 2022 рік.
Раніше представники ПС США повідомляли, що на заводі Northrop Grumman виробляються два бомбардувальники B-21 Raider. Ці літаки є частиною першої передсерійної дослідної партії прототипів для проведення випробувань.
Наприкінці жовтня 2023 року, у ПС США підтвердили, що перший передсерійний бомбардувальник B-21 Raider почав випробування власним ходом біля заводу 42 у м. Палмдейлі (США). В планах до кінця 2023 року підняти літак у повітря.
23 січня 2024 року було укладено контракт на початкове малосерійне виробництво.

## Тестові польоти

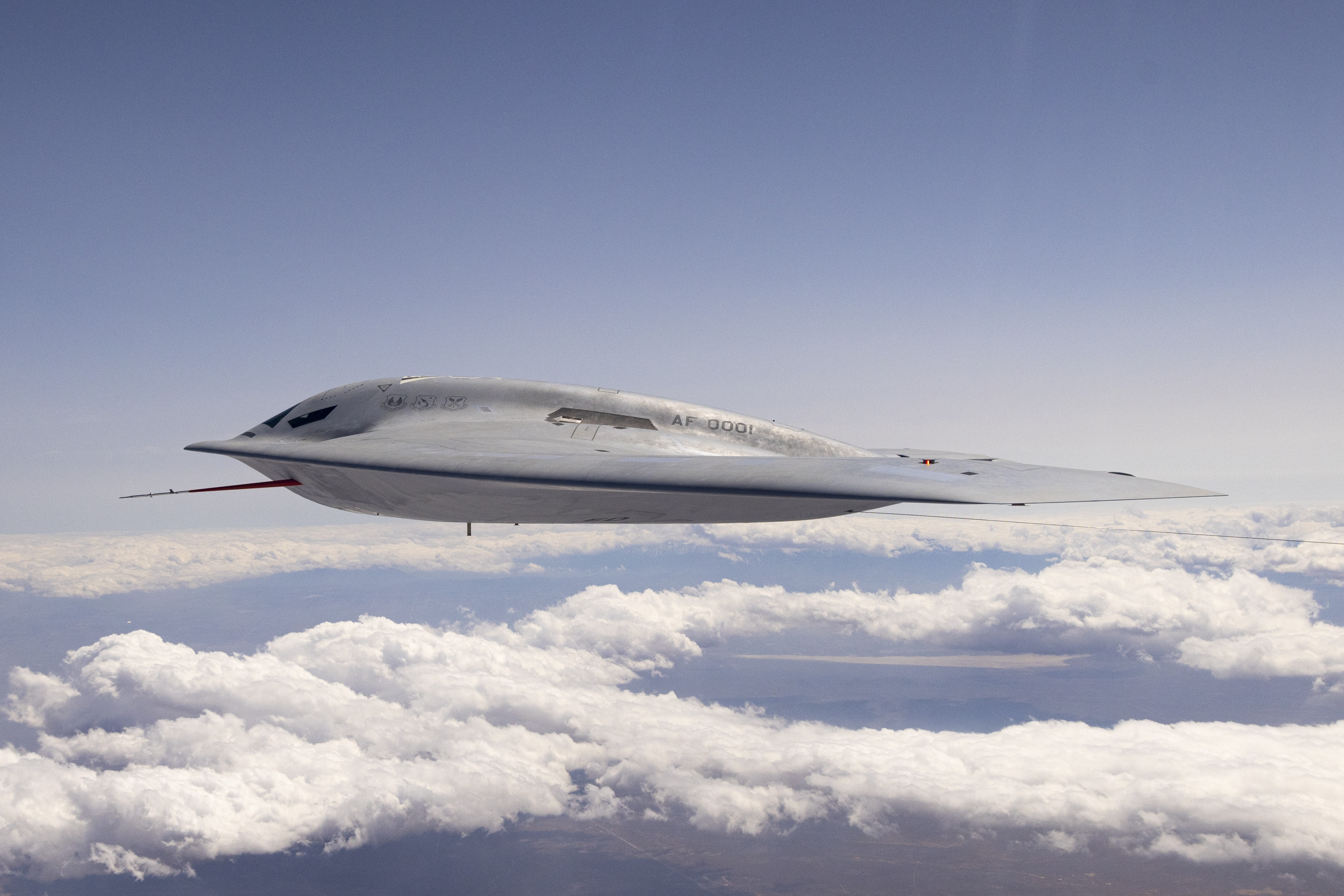
B-21 у польоті, 2024 рік

10 листопада 2023 року, як повідомило агентство Reuters, новий бомбардувальник B-21 Raider, згідно плану, вирушив у свій перший політ. Літак був піднятий в повітря із заводу у м. Палмдейлі (США). Командування ПС США не афішувало перший політ B-21 Raider, проте за словами його представника: «B-21 Raider перебуває на стадії льотних випробувань», а на даний час виготовляється шість тестових літаків.
17 січня 2024 року B-21 виконав свій другий офіційно підтверджений випробувальний політ з авіабази Едвардс. Станом на вересень 2024 року в експлуатації перебували три випробувальні літаки: один здійснював один-два польотні випробування на тиждень, інші проходили наземні випробування.

## Цікаві факти
14 березня 2024 року, під час 66-ї щорічної церемонії нагородження лауреатів у Вашингтоні, округ Колумбія (США), компанія Northrop Grumman отримала нагороду «Гранд Лауреат Тижня авіації» за B-21 Raider.

## Тактико-технічні характеристики

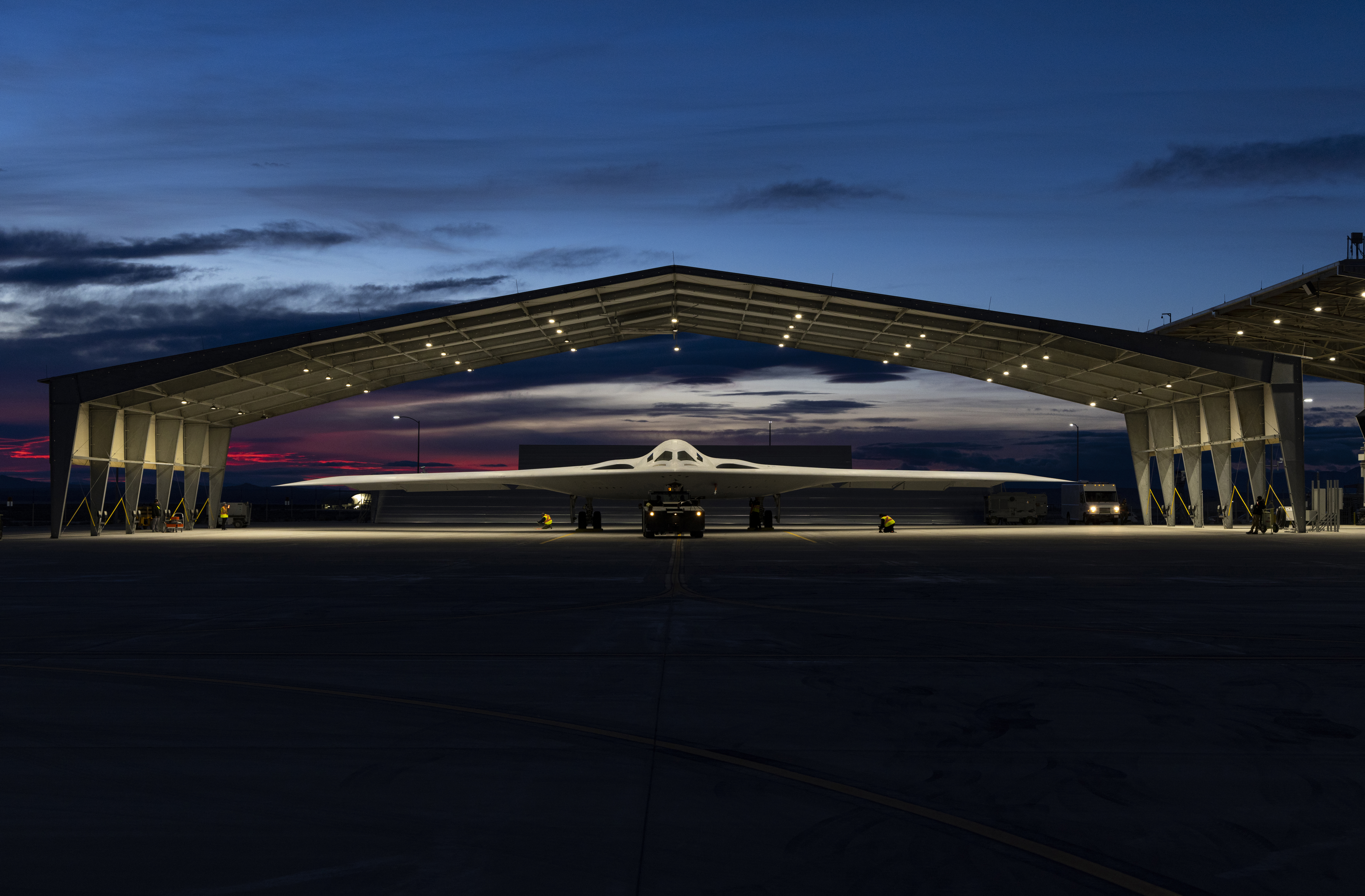
Вид літака спереду

Наведені характеристики є орієнтовними.
Джерела даних: Aviation Week & Space Technology

### Технічні характеристики
- Екіпаж: 2 особи
- Довжина: 16 м
- Розмах крила: 40 м
- Маса порожнього: 31 750 кг
- Максимальна злітна маса: 81 645 кг
- Силова установка: 2 × ТРДДФ Pratt & Whitney PW9000 без форсажної камери, по 120 кН тяги кожен

### Льотні характеристики
- Максимальна швидкість:
  - на великій висоті: 0,8 Маха (~980 км/год)
- Практична стеля: 15 000 м

### Озброєння
- Бойове навантаження: основний відсік для озброєння з вантажопідйомністю  9 100 кг
- Керовані ракети:
  - ракети «повітря — поверхня»:
    - AGM-181 LRSO (КР повітряного базування великого радіусу дії з термоядерною БЧ W80; 2500+ км, потужність до 150 Кт)
- Бомби:
  - Кориговані бомби:
    - Joint Direct Attack Munition (JDAM) серія